# Plus FM Sobral
Plus FM Sobral é uma emissora de rádio brasileira sediada em Sobral, cidade do estado do Ceará. Opera no dial FM, na frequência 105,1 MHz e é filial da Rede Plus FM. Faz parte do Grupo Cearasat de Comunicação, controlado pelo empresário Donizete Arruda, que mantém as demais emissoras da Plus FM, além de jornais e portal na internet.

## História
A frequência 105,1 MHz está outorgada para a Fundação de Radiodifusão Educativa Nossa Senhora Milagrosa, ligada ao Sistema Ceará Agora de Comunicação e que também tem operação em Maracanaú, na região metropolitana de Fortaleza. Assim como esta emissora, a frequência de Sobral entrou no ar em dezembro de 2005 como integrante da rede Transamérica Hits.
Por decisão estratégica, a afiliação com a Transamérica Hits foi encerrada em 25 de março de 2007. No dia seguinte, a emissora passa a transmitir a Rede SomZoom Sat, num acordo entre o Grupo Ceará Agora e o Grupo SomZoom para retransmitir a rede em todas as emissoras que eram afiliadas à Transamérica Hits no estado. A emissora de Sobral era dirigida por Airton Sousa. Em 2013, a concessão é repassada ao Grupo Cearasat após o fim da sociedade com o Sistema Ceará Agora. Em 23 de julho, a SomZoom Sat sai da 105,1 MHz para a estreia da Rede Plus FM, uma nova rede de rádios controlada pela Cearasat. A SomZoom Sat passa a operar em 91,3 MHz, substituindo a Jovem Pan FM, em uma frequência do Ceará Agora que operou até o final de 2017.
Operando como Plus FM Sobral, a emissora passa a ter destaque com a transmissão dos jornalísticos Ceará News (em rede com outras afiliadas) e Redação Plus (local). A rádio também vira alvo de controvérsias devido a sua linha editorial, com críticas aos políticos da região. Em dezembro de 2017, a Plus FM recebe o prêmio Melhores do Ano através da Agência Nacional de Pesquisa e Eventos (ANAPE).
No dia 14 de junho de 2018, é publicado no Diário Oficial do Município de Sobral o Decreto n.º 2055, assinado pelo prefeito Ivo Gomes, que desapropria o terreno onde está instalada a sede da Plus FM Sobral. A ação faz parte do Projeto de Urbanização do Alto do Cristo, que prevê uma requalificação da região do Alto do Cristo. O decreto é definido como "ditatorial" pelo site Ceará News 7, pertencente ao grupo que controla a rádio, uma vez que atacaria emissoras que são críticas à gestão de Ivo Gomes, no caso a Plus FM e a Paraíso FM, que também recebeu decreto de desapropriação de terreno.